# Prosser River
Der Prosser River ist ein Fluss im Osten des australischen Bundesstaates Tasmanien.

## Geografie

### Flusslauf
Der fast 39 Kilometer lange Prosser River entspringt an den Westhängen des Poulters Hills in der Brown Mountain Forest Reserve, etwa 42 Kilometer nordnordöstlich von Hobart. Von dort fließt er nach Südosten und trifft bei Buckland auf den Tasman Highway (A3). Da wendet er seinen Lauf nach Ost-Nordosten und begleitet den Highway bis zur Kleinstadt Orford, rund 56 Kilometer nordöstlich von Hobart. Dort mündet er in die Prosser Bay, eine Bucht der Tasmansee.

### Nebenflüsse mit Mündungshöhen
Er hat folgende Nebenflüsse:
- Brushy Plains Rivulet – 58 m
- Bluff River – 50 m
- Sand River – 49 m
- Tea Tree Rivulet – 46 m